# موبايل سيفيك سنتر
موبايل سيفيك سنتر (بالإنجليزية: Mobile Civic Center)‏ هي منشأة متعددة الأغراض تقع في موبيل، ألاباما.